# Meadow Woods
Meadow Woods es un lugar designado por el censo ubicado en el condado de Orange en el estado estadounidense de Florida. En el Censo de 2010 tenía una población de 25.558 habitantes y una densidad poblacional de 861,68 personas por km².

## Geografía
Meadow Woods se encuentra ubicado en las coordenadas 28°22′31″N 81°20′46″O / 28.37528, -81.34611. Según la Oficina del Censo de los Estados Unidos, Meadow Woods tiene una superficie total de 29.66 km², de la cual 29.51 km² corresponden a tierra firme y (0.51%) 0.15 km² es agua.

## Demografía
Según el censo de 2010, había 25.558 personas residiendo en Meadow Woods. La densidad de población era de 861,68 hab./km². De los 25.558 habitantes, Meadow Woods estaba compuesto por el 61.21% blancos, el 13.8% eran afroamericanos, el 0.38% eran amerindios, el 4.58% eran asiáticos, el 0.21% eran isleños del Pacífico, el 15.21% eran de otras razas y el 4.6% pertenecían a dos o más razas. Del total de la población el 67.24% eran hispanos o latinos de cualquier raza.